# Amoni sulfat
Amoni sulfat hay còn gọi là đạm 1 lá có công thức hóa học là (NH4)2SO4, là một loại muối vô cơ với một số ứng dụng thương mại. Việc sử dụng phổ biến nhất là làm phân bón đất. Nó chứa 21% nitơ và 24% lưu huỳnh.

## Công dụng
Việc sử dụng chính của amoni sulfat là làm phân bón cho đất kiềm. Trong đất, ion amoni được giải phóng và tạo thành một lượng nhỏ acid, làm giảm cân bằng pH của đất, đồng thời đóng góp nitơ thiết yếu cho sự phát triển của cây. Nhược điểm chính của việc sử dụng amoni sulfat là hàm lượng nitơ thấp so với amoni nitrat, làm tăng chi phí vận chuyển.
Nó cũng được sử dụng như một adjuvant nông nghiệp cho thuốc trừ sâu hòa tan trong nước, thuốc diệt cỏ và thuốc diệt nấm. Ở đó, nó có chức năng liên kết các cation sắt và calci có trong cả nước giếng và tế bào thực vật. Nó đặc biệt hiệu quả như một chất bổ trợ cho thuốc diệt cỏ 2,4-D (amin), glyphosate và glufosinate.

### Sử dụng trong phòng thí nghiệm
Kết tủa amoni sulfat là một phương pháp phổ biến để tinh chế protein bằng cách kết tủa. Khi cường độ ion của dung dịch tăng, độ hòa tan của protein trong dung dịch đó giảm. Amoni sulfat cực kỳ hòa tan trong nước do bản chất ion của nó, do đó nó có thể "loại bỏ" protein bằng cách kết tủa. Do hằng số điện môi cao của nước, các ion muối phân ly là amoni cation và sulfat anion dễ dàng hòa tan trong vỏ hydrat hóa của các phân tử nước. Phương pháp này được gọi là tách muối và đòi hỏi phải sử dụng nồng độ muối cao để có thể hòa tan trong hỗn hợp nước. Tỷ lệ muối được sử dụng so với nồng độ tối đa của muối trong hỗn hợp có thể hòa tan. Như vậy, mặc dù nồng độ cao là cần thiết để phương pháp có tác dụng bổ sung lượng muối dồi dào, trên 100%, cũng có thể làm bão hòa dung dịch, do đó, làm ô nhiễm kết tủa không phân cực với kết tủa muối. Nồng độ muối cao, có thể đạt được bằng cách thêm hoặc tăng nồng độ amoni sulfat trong dung dịch, cho phép tách protein dựa trên sự giảm độ hòa tan protein; sự tách biệt này có thể đạt được bằng cách ly tâm. Kết tủa bởi amoni sulfat là kết quả của việc giảm độ hòa tan thay vì biến tính protein, do đó protein kết tủa có thể được hòa tan thông qua việc sử dụng bộ đệm tiêu chuẩn. Kết tủa amoni sulfat cung cấp một phương tiện thuận tiện và đơn giản để phân đoạn các hỗn hợp protein phức tạp.
Trong phân tích mạng cao su, các acid béo dễ bay hơi được phân tích bằng cách kết tủa cao su bằng dung dịch amoni sulfat 35%, để lại một chất lỏng trong đó acid béo dễ bay hơi được tạo ra trở lại bằng acid sulfuric và sau đó được chưng cất bằng hơi nước. Kết tủa chọn lọc với amoni sulfat, ngược lại với kỹ thuật kết tủa thông thường sử dụng acid acetic, không can thiệp vào việc xác định acid béo dễ bay hơi.

### Phụ gia thực phẩm
Là một phụ gia thực phẩm, amoni sulfat được Cục Quản lý Thực phẩm và Dược phẩm Hoa Kỳ coi là an toàn (GRAS), và tại Liên minh Châu Âu, nó được chỉ định bởi số E517. Nó được sử dụng như một chất điều chỉnh độ acid trong bột và bánh mì.

### Công dụng khác
Amoni sulfat được sử dụng ở quy mô nhỏ trong điều chế các muối amoni khác, đặc biệt là amoni persulfat.
Amoni sulfatđược liệt kê là một thành phần của nhiều loại vắc-xin Hoa Kỳ theo Trung tâm Kiểm soát Bệnh tật.

## Chuẩn bị
Amoni sulfat được tạo ra bằng cách xử lý amonia, thường là sản phẩm phụ từ lò than cốc, với acid sulfuric:
2 NH3 + H2SO 4 → (NH4)2SO 4
Một hỗn hợp khí amonia và hơi nước được đưa vào lò phản ứng có chứa dung dịch amoni sulfat bão hòa và khoảng 2 đến 4% acid sulfuric tự do ở 60 °C. Acid sulfuric đậm đặc được thêm vào để giữ cho dung dịch có tính acid và giữ lại mức acid tự do. Nhiệt của phản ứng giữ nhiệt độ lò phản ứng ở mức 60 °C. Amoni sulfat dạng bột, khô có thể được hình thành bằng cách phun acid sulfuric vào buồng phản ứng chứa đầy khí amonia. Nhiệt của phản ứng làm bay hơi tất cả nước có trong lò, tạo thành muối dạng bột. Khoảng 6000 triệu tấn amoni sulfat đã được sản xuất vào năm 1981.
Amoni sulfat cũng được sản xuất từ thạch cao (CaSO4 2H2O). Thạch cao được chia nhỏ được thêm vào dung dịch amoni cacbonat. Calci cacbonat kết tủa dưới dạng chất rắn, để lại amoni sulfat trong dung dịch.
(NH 4) 2 CO 3 + CaSO 4 → (NH 4) 2 SO 4 + CaCO 3
Amoni sulfat tồn tại một cách tự nhiên như là mascagnite khoáng sản quý hiếm trong các fumarole núi lửa và do cháy than trên một số bãi rác.

## Tính chất
Amoni sulfat trở thành sắt điện ở nhiệt độ dưới -49,5   °C. Ở nhiệt độ phòng, nó kết tinh trong hệ thống trực giao, với kích thước tế bào là a = 7,729   Å, b = 10,560   Å, c = 5.951   Å. Khi được làm lạnh ở trạng thái sắt điện, tính đối xứng của tinh thể thay đổi thành nhóm không gian Pna2 1.

## Phản ứng
Amoni sulfat bị phân hủy khi đun nóng trên 250   °C, tạo thành amoni bisulfate. Làm nóng ở nhiệt độ cao hơn dẫn đến phân hủy thành amonia, nitơ, lưu huỳnh điôxit và nước.
Là một muối của acid mạnh (H2SO4) và base yếu (NH3), dung dịch của nó có tính acid; pH của dung dịch 0,1 M là 5,5. Trong dung dịch nước, các phản ứng là các ion NH4 + và SO4−2.
Amoni sulfat tạo thành nhiều muối kép (amoni kim loại sulfat) khi dung dịch của nó được trộn với các dung dịch cân bằng của sulfat kim loại và dung dịch bị bay hơi chậm. Với các ion kim loại hóa trị ba, các alum như FerricAmoni sulfat được hình thành. Các sulfat kim loại kép bao gồm amoni cobaltous sulfate, sắt diammonium sulfate, Amoni nickel sulfat được gọi là muối Tutton và amoni ceric sulfat. Các sulfat kép khan của amoni cũng xảy ra trong họ Langbeinites.

## Pháp luật và kiểm soát
Trong tháng 11 năm 2009, lệnh cấm trên amoni sulfat, amoni nitrat và amoni nitrat calci trong phân bón đã được áp dụng trong các cựu Division Malakand -comprising các Upper Dir, Lower Dir, Swat, Chitral và Malakand huyện của tỉnh Frontier Tây Bắc (NWFP) của Pakistan, bởi chính phủ NWFP, sau các báo cáo rằng chúng đã được các chiến binh sử dụng để chế tạo thuốc nổ. Vào tháng 1 năm 2010, những chất này cũng bị cấm ở Afghanistan vì lý do tương tự.